# Вестмінстерський собор
Вестмі́нстерський собо́р (англ. Westminster Cathedral) — головний католицький храм Англії та Уельсу. Розташований у центральному лондонському районі Вестмінстер.

## Історія
Собор спочатку призначався для ченців бенедиктинського монастиря, але потім перейшов у володіння католицької архиєпархії Лондона. Вирізняється серед навколишньої забудови незвичайною архітектурою зі «смугастою» кладкою з цегли та мармуру та високою дзвіницею. Збудований у 1895—1903 роках. Таку незвичну споруду відносять до течії «візантійського відродження», що поширилася в період модерну. Для будівництва собору обрано не готичний, а неовізантійський стиль за зразком церков у Константинополі, Венеції та Равенні. Замовники та архітектор собору Джон Бентлі орієнтувалися на ранньохристиянську архітектуру Західної Римської імперії (столицею якої від 404 року була Равенна) та ортодоксальної церкви (так на той час називали західну церкву). На думку прихильників теорії «готичного відродження» саме ця архітектура, а не чужий християнству класицизм, набула поширення спочатку в Італії, а потім у Візантії. Однак вельми парадоксально, що характерно для періоду модерну, неовізантійський стиль на той час найчастіше іменували «неогрецьким».
Собор є одним величезним нефом (без трансепта), але з капелами з обох боків і деамбулаторієм у вівтарній частині. Довжина нефа становить 104 м, ширина 48 м, висота 30 м. Грандіозний портал храму зведено на зразок порталів церкви Сан-Марко у Венеції. У середохресті — величезне розп'яття, над вівтарем за католицькою традицією облаштовано ківорій на мармурових колонах. У крипті поховані архієпископи англійської католицької церкви. Всі стіни та склепіння передбачалося прикрасити мозаїками, але будівництво виявилося настільки дорогим, що мозаїки вдалося зробити тільки на тріумфальній арці і в нижній частині стін, склепіння залишилися необлицьованими. Творець храму Дж. Бентлі помер від серцевого нападу, не побачивши закінчення робіт. У 1914-1918 рр. скульптор Ерік Гілл створив 14 панелей Хресної дороги для оздоблення собору всередині.

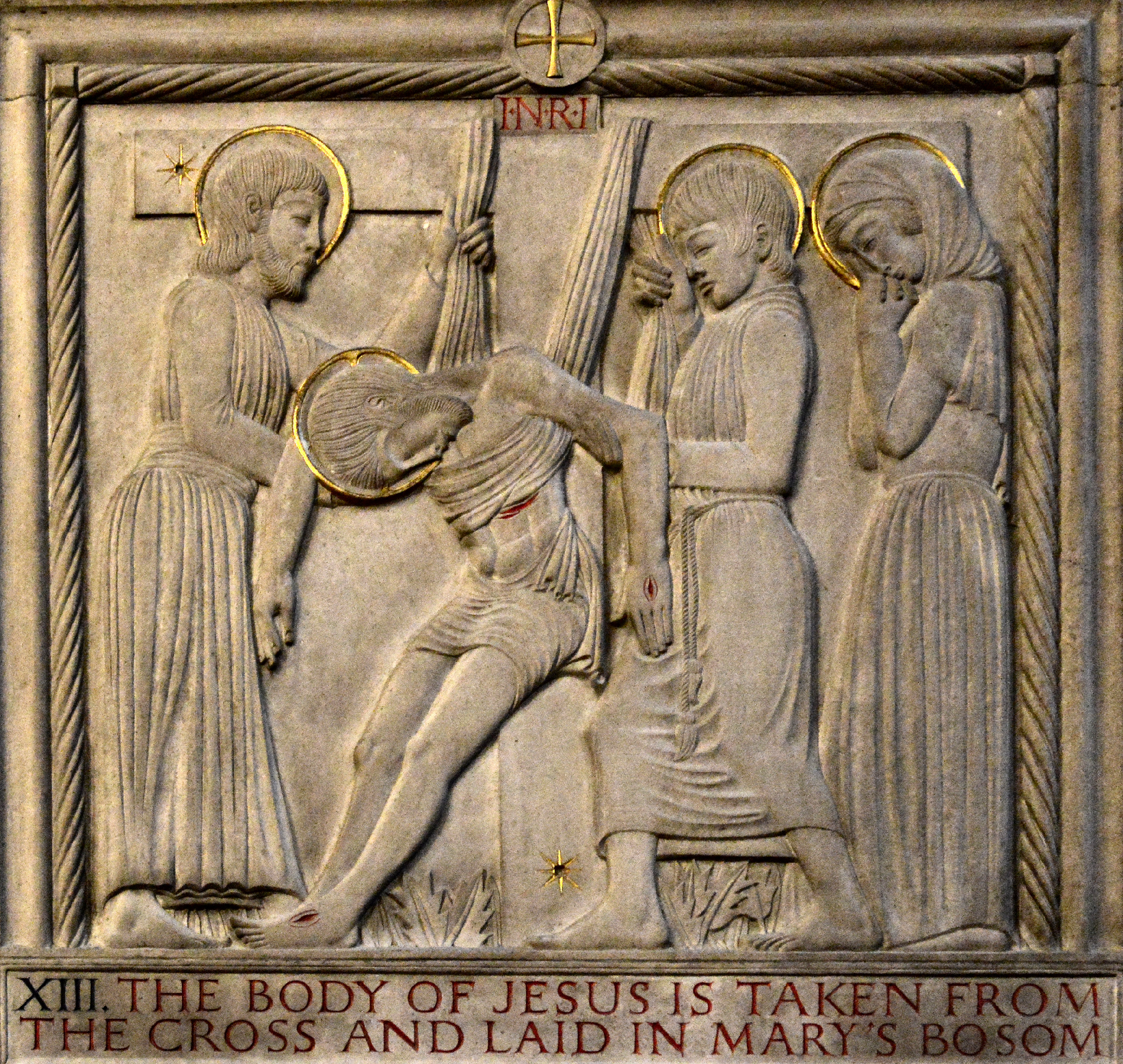
Вестмінстерський собор, Хресна дорога XIII. Скульптор Ерік Гілл. 1914-1918 рр.

У крипті собору поховано О. К. Бенкендорфа, останнього посла Російської імперії у Великій Британії.
У соборі встановлено орган фірми Henry Willis & Sons.